# Osbert Lancaster
Pour les articles homonymes, voir Lancaster.
Osbert Lancaster, né le 4 août 1908 à Londres et mort le 27 juillet 1986 dans la même ville, est un dessinateur humoristique, historien de l'architecture, scénographe et auteur anglais. Il est connu pour ses caricatures dans la presse britannique, et pour son travail de toute une vie visant à informer le grand public sur les beaux bâtiments et le patrimoine architectural. Il est fait Commandeur de l'ordre de l'Empire britannique.
Seul enfant d'une famille prospère, Lancaster étudie à la Charterhouse School et au Lincoln College d'Oxford ; dans les deux cas, il est un érudit sans distinction. Dès son plus jeune âge, il est déterminé à devenir artiste et designer professionnel, et il étudie dans les principaux collèges d'art d'Oxford et de Londres. Alors qu'il travaille comme collaborateur à  The Architectural Review au milieu des années 1930, Lancaster publie le premier d'une série de livres sur l'architecture, visant à la fois à amuser le lecteur et à démystifier le sujet. Plusieurs des termes qu'il invente pour désigner les styles architecturaux deviennent d'usage courant, notamment « Pont Street Dutch » et « Stockbrokers' Tudor », et ses livres continuent à être considérés comme des ouvrages de référence importants sur le sujet. 
En 1938, Osbert Lancaster est invité à contribuer à des caricatures d'actualité pour le Daily Express. Il introduit la bande dessinée sur une seule colonne, populaire dans la presse française, mais pas encore dans les journaux britanniques. Entre 1939 et sa retraite en 1981, il dessine environ 10 000 de ces « caricatures de poche », ce qui fait de lui un personnage connu dans tout le pays. Il crée une série de personnages que l'on retrouve régulièrement, sa création la plus connue, étant le personnage de Maudie Littlehampton, à travers laquelle il exprime ses vues sur les modes, les engouements et les événements politiques de l'époque. 
Dès sa jeunesse, Osbert Lancaster veut faire du design pour le théâtre, et en 1951, il est chargé de créer des costumes et des décors pour un nouveau ballet, Pineapple Poll. Entre cette époque et le début des années 1970, il  conçoit de nouvelles productions pour le Royal Ballet, Glyndebourne, D'Oyly Carte, l'Old Vic et le West End. Sa productivité diminue dans ses dernières années, lorsque sa santé commence à se détériorer. Il meurt à son domicile londonien de Chelsea, à l'âge de 77 ans. Sa carrière variée, honorée par un titre de chevalier en 1975, est célébrée par une exposition à la Wallace Collection marquant le centenaire de sa naissance et intitulée Cartoons and Coronets: The Genius of Osbert Lancaster. 

## Biographie

### Premières années
Osbert Lancaster naît le 4 août 1908 à Londres,. Il est le seul enfant de Robert Lancaster (1880-1917) et de son épouse, Clare Bracebridge, née Manger,. Son grand-père paternel, Sir William Lancaster, connaît des débuts modestes pour devenir directeur général de la Prudential Assurance Company, lord of the manor d'East Winch à Norfolk, et philanthrope dans le domaine de l'éducation. La mère d'Osbert est une artiste connue pour ses peintures de fleurs, qui expose régulièrement à la Royal Academy; son père est éditeur, qui se porte volontaire pour l'armée au déclenchement de la Première Guerre mondiale, est nommé sous-lieutenant au Norfolk Regiment et est tué à la bataille d'Arras en avril 1917,. Osbert est élevé par sa mère.

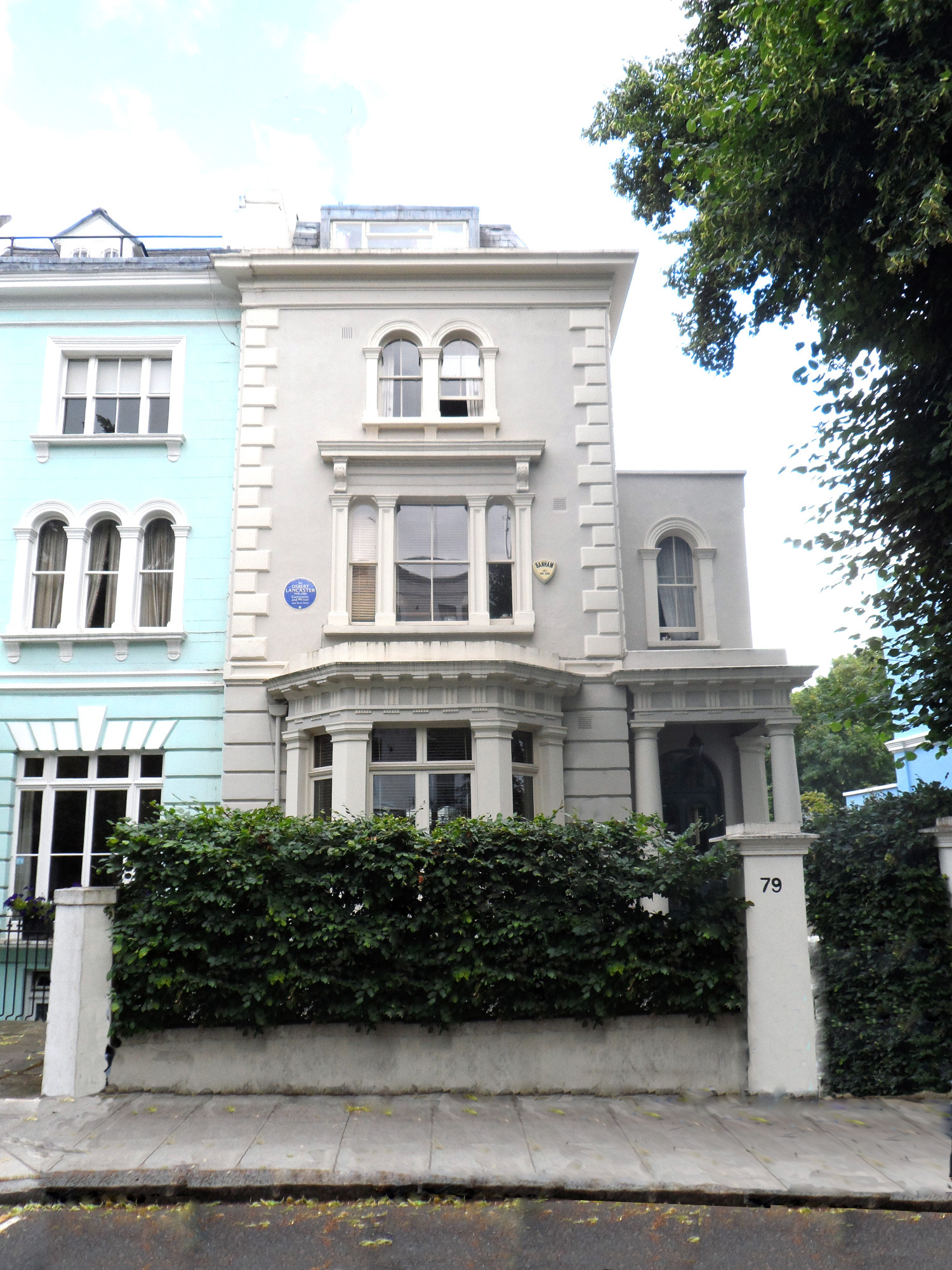
Lieu de naissance de Lancaster, Elgin Crescent, avec la blue plaque le commémorant.

Elgin Crescent à Notting Hill, où Lancaster naît et grandit, est un quartier de la bourgeoisie. La famille maintient un personnel de domestiques, dont un cuisinier et une infirmière,. La nature mixte de Londres au début du XXe siècle était telle qu'à une courte distance se trouvait Notting Dale, ville pauvre et dangereuse, et Portobello Road, où, comme le rappelle Lancaster dans ses mémoires de 1953, il était impossible pour un homme bien habillé d'y marcher et d'en ressortir intact. Dès son plus jeune âge, Lancaster est conscient de la diversité des classes, des nationalités et des habitudes sociales autour de lui. 
En 1918, Lancaster est envoyé à l'école préparatoire de St Ronan, à Worthing. Le régime de l'école est fortement orienté vers le sport, auquel il ne s'intéresse pas et qu'il ne maîtrise pas. Le directeur, Stanley Harris, est un footballeur amateur célèbre et un joueur de cricket de première classe occasionnel, mais il tolère raisonnablement le dédain de Lancaster pour les jeux, et dans l'ensemble Lancaster apprécie son passage à l'école. Son éducation y était, commenta-t-il plus tard, plus importante pour lui que tout ce qu'il apprit plus tard dans sa carrière scolaire et universitaire. Il  quitte St Ronan's en 1921, âgé de treize ans, et entre à Charterhouse, où son père et ses oncles avaient tous été envoyés. Là, il est choqué par les brimades et les gros mots , mais en plus de ses Bloods sportifs et philistins,, l'école a une certaine tradition intellectuelle et esthétique. Le biographe de Lancaster, Richard Boston, écrit : « Le chaleureux Baden-Powell, par exemple, a été compensé par Ralph Vaughan Williams et Robert Graves, tandis que de talentueux artistes de Charterhouse avaient inclus Thackeray, Leech, Lovat Fraser et Max Beerbohm » . Le professeur de dessin, P.   J.   ("Violet")   Johnson, encourage Lancaster, en insistant sur le fait qu'une bonne technique sonore est une condition préalable à une expression efficace de soi en dessin ou en peinture ; à cet égard, le temps passé par le garçon à l'école est précieux, bien qu'à défaut, le directeur le trouve « irrémédiablement gauche   ... une triste déception » . Lancaster partage l'avis de Beerbohm selon lequel il est plus agréable d'être un ancien élève de l'école plutôt que d'y être élève,. 

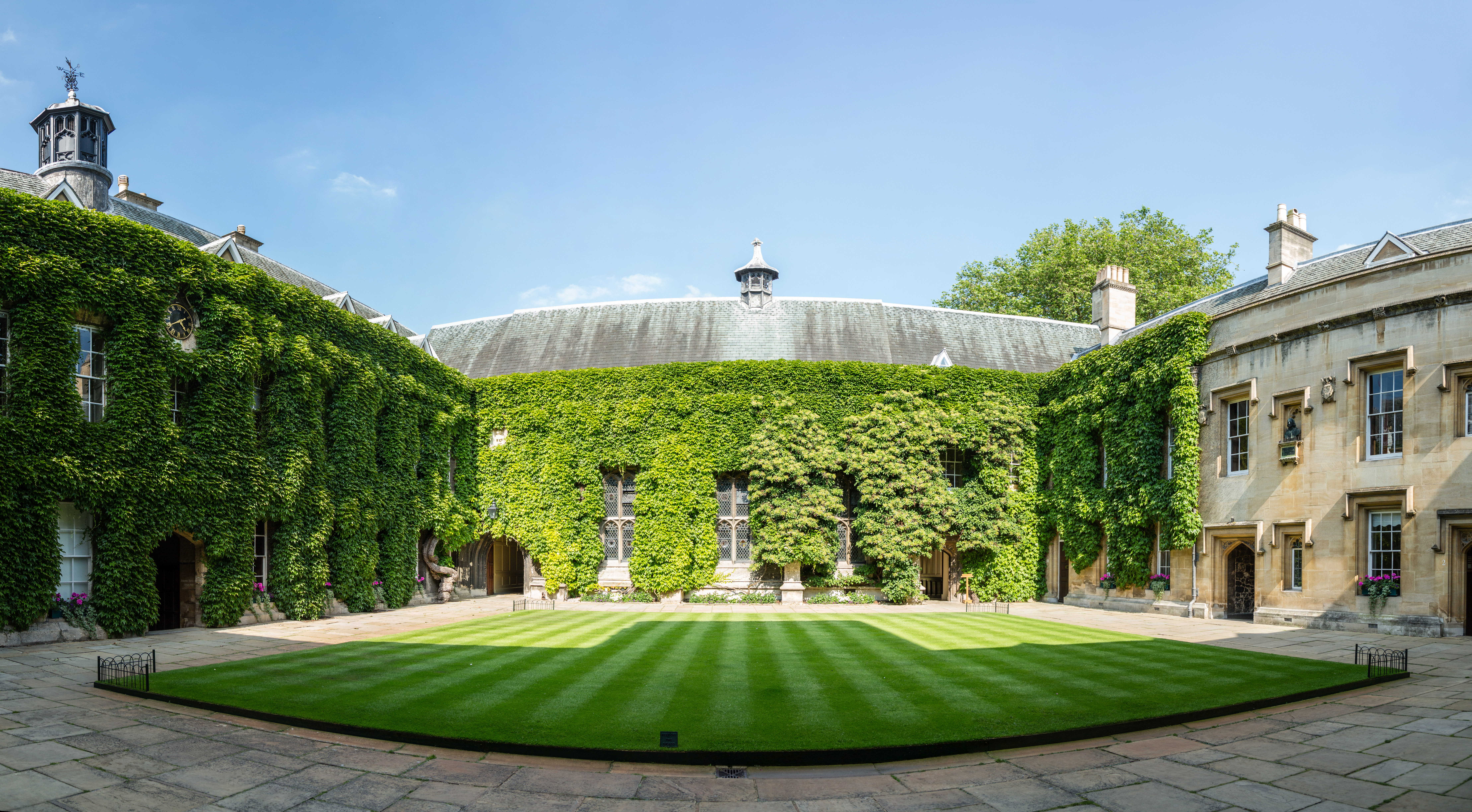
Lincoln College (Oxford).

À l'âge de dix-sept ans, Lancaster réussit ses examens de fin d'études et est admis au Lincoln College d'Oxford, pour y étudier l'histoire. Il persuade sa mère de lui permettre de quitter Charterhouse immédiatement, lui laissant plusieurs mois entre l'école et l'université, au cours desquels il s' inscrit à un cours de dessin à la Byam Shaw School of Art de Londres. En octobre 1926, il commence ses études à Oxford. Là, comme à Charterhouse, il trouve  deux camps dans lesquels certains étudiants choisissent de se regrouper: les «hearties» se présentent comme agressivement hétérosexuels et anti-intellectuels; les «esthètes» sont majoritairement homosexuels. Lancaster suit son aîné contemporain Kenneth Clark en étant hétérosexuel satisfait, mais néanmoins fait partie des esthètes, et il est accepté comme un membre de premier plan de leur groupe,. Il cultive l'image d'un dandy édouardien, avec une grande moustache, un monocle et des costumes à carreaux, modelant son personnage dans une large mesure sur Beerbohm, qu'il admire beaucoup. Il copie également certaines caractéristiques de Maurice Bowra d'Oxford; James Lees-Milne, ami de Lancaster,  commente : « L'influence de Bowra sur Osbert a été marquée, dans la mesure où il a adopté la voix éclatante du gourou, par l'accent explosif de certains mots et phrases, et l'habitude dans la conversation d'enchanter son public par des commérages et des commérages répétés. ». Parmi les amis étudiants de Lancaster, on trouve Stephen Spender, Randolph Churchill et, surtout, John Betjeman, qui devient un ami proche et a eu une influence pérenne sur lui,. 
Lancaster essaye de ramer avec l'Oxford University Boat Club, mais il se rend vite compte qu'il n'est pas plus apte à cela qu'il ne l'avait été pour les jeux de terrain à l'école. Il rejoint l'Oxford University Dramatic Society (OUDS), joue dans des seconds rôles, conçoit des couvertures de programmes, écrit et chorégraphié. Il contribue en prose et en dessins aux magazines Isis et Cherwell, fait des farces aux étudiants, organise une exposition de ses photos, assiste à des cours de dessin d'après modèle et se fait connaître comme une figure majeure de la scène sociale oxonienne. Toutes ces distractions le conduisent à négliger son travail académique. Il se rend les choses plus difficiles en passant du cours d'histoire à l'anglais après sa première année, décision qu'il regrette une fois confronté aux rigueurs de l' anglo-saxon obligatoire, qu'il trouve incompréhensible . Se donnant un dernier coup de collier, il prolonge ses études des trois années habituelles à quatre et obtient un diplôme de quatrième classe en 1930.

### Années 1930

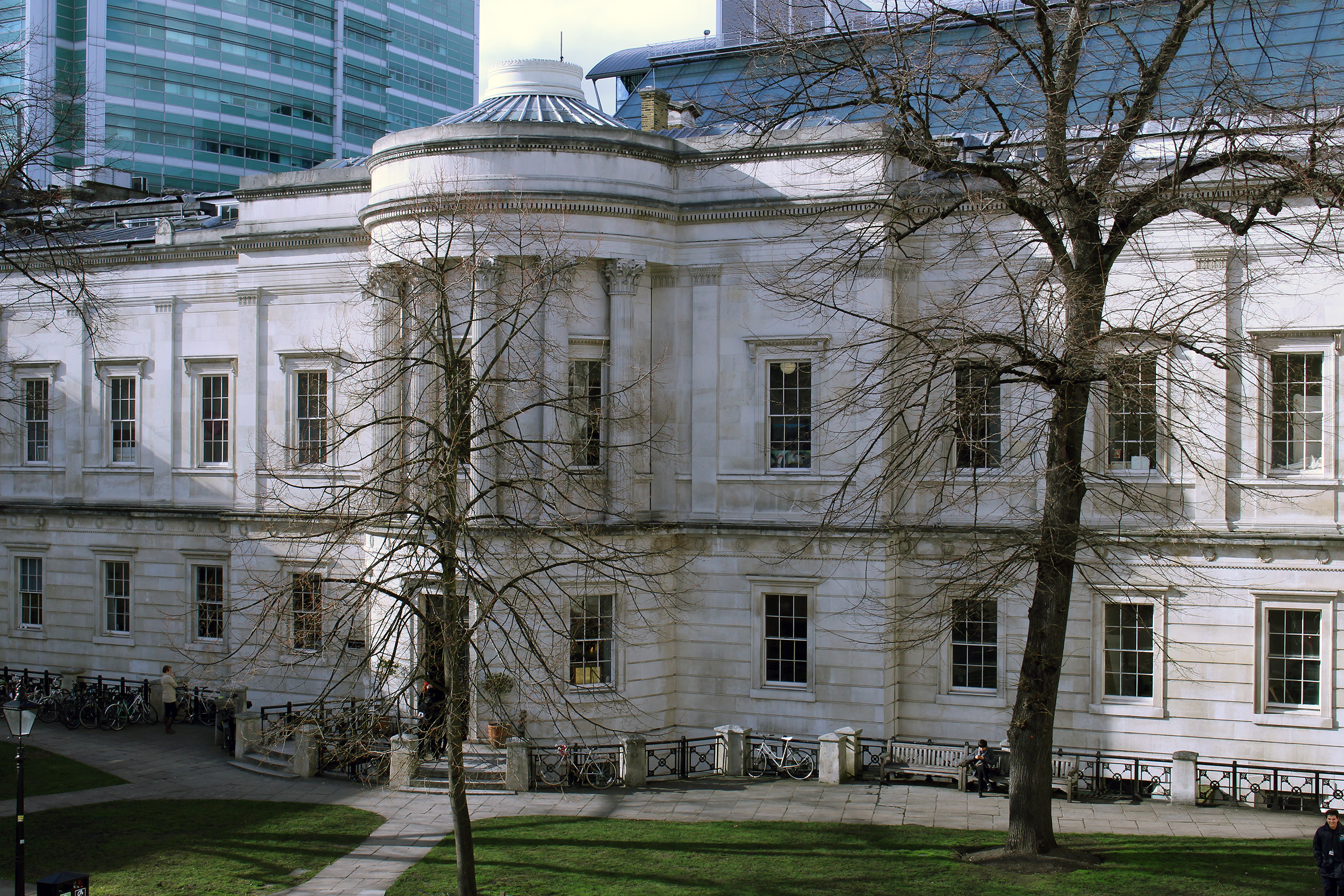
Slade School of Fine Art, Londres, où Lancaster a étudié de 1931 à 1933

La famille de Lancaster croit que l'art est un passe-temps convenable, mais que c'est une profession inacceptable; ils sont d'accord pour dire que la meilleure carrière pour lui serait celle de juriste. Il fréquente consciencieusement une boîte à bac et rejoint le Middle Temple, mais échoue à plusieurs reprises à ses examens de droit. Ses études sont brutalement interrompues par sa santé. On lui diagnostique une affection thoracique, peut-être tuberculeuse et il est envoyé dans un sanatorium en Suisse. Après trois mois, il est déclaré apte et après des vacances à Venise - amour et influence esthétique de toute une vie - il retourne en Angleterre en 1931. Il abandonne toute idée de devenir avocat et s'inscrit à plein temps à la Slade School of Art de Londres. 
À la Slade, Osbert Lancaster apprécie la plupart de ses cours, mais particulièrement ceux de scénographie dirigés par Vladimir Polunin, qui est le principal peintre de scène de Diaghilev et travaille avec Picasso,. Parmi les étudiants de Polunin se trouve Karen Harris, fille du banquier Sir Austin Harris. Lancaster tombe amoureux d'elle; ses sentiments sont réciproques, mais elle n'a que dix-sept ans et ses parents la trouve trop jeune pour se marier. Au début, ils sont prudents quant à l'aptitude de Lancaster comme mari et pourvoyeur[Quoi ?], mais ils en sont venus à l'accepter. Lui et Karen se marient en juin 1933. Ils ont deux enfants : Cara (né en 1934) et William (né en 1938); le premier deviendra régisseur, le second, anthropologue,,. 

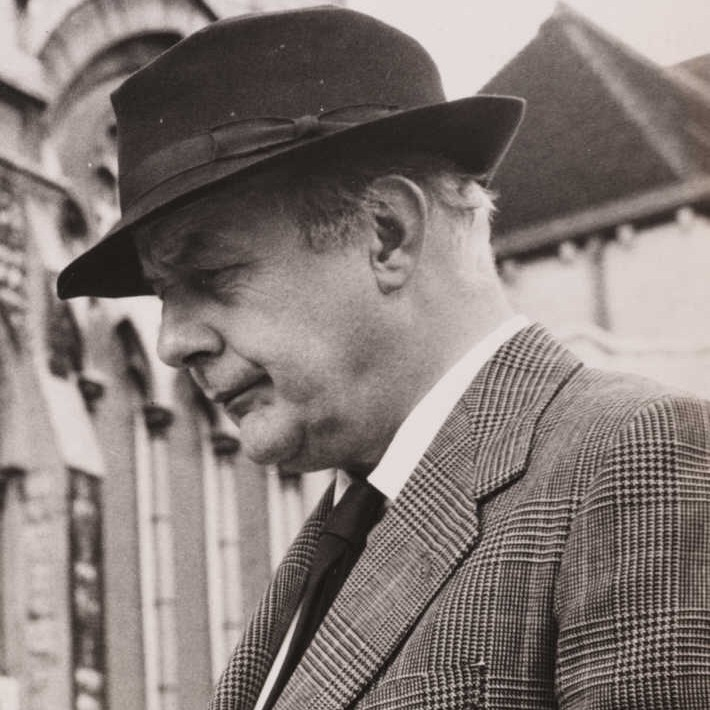
John Betjeman, ami de longue date et camarade de campagne de Lancaster.

Lancaster gagne sa vie en tant qu'artiste indépendant, produisant des affiches publicitaires, des cartes de Noël, des illustrations de livres et une série de peintures murales pour un hôtel. En 1934, il obtient un poste régulier avec The Architectural Review, qui appartient à un ami de la famille et dont Betjeman est rédacteur adjoint. Le magazine a la réputation d'être «le porte-parole du mouvement moderniste », employant des partisans de premier plan tels qu'Ernő Goldfinger et Nikolaus Pevsner. Malgré la description du style Bauhaus comme des «boules», Lancaster n'est pas anti-moderniste, mais il rejoint Betjeman et Robert Byron pour faire valoir la valeur compensatoire de l'architecture plus traditionnelle. Parmi ses nombreuses activités pour The Architectural Review, il se consacre surtout à la recension de livres, en particulier sur l'art. Son biographe James Knox commente que le goût de Lancaster était déjà affirmé, appréciant les divers dons d'artistes contemporains, dont Edward Burra, Giorgio de Chirico, Edward Wadsworth et Paul Nash. 
Knox désigne comme la contribution la plus durable de Lancaster au magazine une série de satires illustrées sur l'urbanisme et l'architecture, sous le titre Progress at Pelvis Bay. Les articles recueillis sont transformés en livre, sous le même titre, publié en 1936. Il dénonce l'avidité et la philanthropie de la promotion immobilière dans une station balnéaire typique. Relisant le livre dans The Observer, Simon Harcourt-Smith a écrit : «M. Lancaster ne nous épargne aucun détail horrible du développement de l'arrondissement.   ... [ses] dessins admirables complètent le tableau du progrès et de la désolation. J'espère que chaque autorité locale et promoteur immobilier sera obligé de lire ce petit livre macabre. ". Lancaster poursuit cela avec Pillar to Post (1938), un livre léger avec à peu près la même quantité de texte et de dessins, visant à démystifier l'architecture pour le profane intelligent. Christopher Hussey a fait remarquer que l'auteur avait inventé des termes pour des styles d'époque tels que «Banker's Georgian», «Stockbrokers 'Tudor» et «By-pass Variegated», et a décrit le livre comme à la fois perspicace et astucieux. 
En 1938, Lancaster accepte d'aider Betjeman à rédiger une série d'articles pour le Daily Express. Il se lie d'amitié avec le rédacteur en chef du journal, John Rayner, qui réagit favorablement aux éloges de Lancaster pour «les petites caricatures en colonnes» populaires dans la presse française mais pas, jusqu'à présent, vues dans les journaux britanniques. Rayner les surnomme « dessins de poche » d'après les cuirassés de poche qui font  beaucoup parler d'eux, et invite Lancaster à en publier quelques-uns. Le premier paraît le 3 janvier 1939. Les premières caricatures accompagnent la colonne de potins de William Hickey ; elles sont promues à la une des journaux, où elles paraissent régulièrement, avec seulement de brèves interruptions, pendant plus de quarante ans, pour un total d'environ 10 000,. La popularité des caricatures de Lancaster conduit d'autres journaux, dont le Times, à tenter de le détourner de l'Express, mais il leur résiste. Bien qu'il pense que le propriétaire de l' Express, Lord Beaverbook, soit « une vieille brute » et « un gredin », il trouve en lui « un employeur idéal en ce qui me concerne : il laisse son travail absolument seul »,,.

### Seconde Guerre mondiale
Peu de temps après le déclenchement de la guerre, Lancaster rejoint le ministère de l'Information. Il parle bien le français et l'allemand, et grâce à cela et à son expérience journalistique, il est recruté par la section chargée de la propagande britannique à l'étranger. Plusieurs autres personnalités importantes font partie de la section et il y a de nombreux conflits d'ego et peu de réalisations tangibles,. En juillet 1941, Lancaster est transféré au service de presse du Bureau des Affaires étrangères et du Commonwealth. Ses fonctions consistent à donner des briefings quotidiens à d'autres fonctionnaires et à la presse britannique, à surveiller les émissions de propagande allemandes et à dessiner des caricatures pour des tracts en allemand, en néerlandais et en français pour des largages aériens en territoire ennemi.
« The pocket cartoons made Osbert a national figure. They caught the mood of the nation, defiantly facing adversity with good humour. In a time of peril they gave people something to laugh about. Though they were small in size, their contribution to national morale was enormous. »
— Richard Boston (en). 
        
« Les cartoons de poche ont fait d'Osbert une figure nationale. Ils captent l'humeur de la nation, affrontant l'adversité avec défi et bonne humeur. Dans une période de danger, ils ont donné aux gens de quoi rire. Bien que de petite taille, leur contribution au moral de la nation était énorme. »
En plus de ses fonctions officielles, Lancaster est critique d'art pour The Observer entre 1942 et 1944, et continue à contribuer aux caricatures de poche de l'Express ; à partir de 1943, il dessine également une grande caricature hebdomadaire pour son journal frère, The Sunday Express, sous le nom de plume de Bunbury,. Malgré la pénurie de papier en temps de guerre, l'éditeur John Murray produit une collection de dessins de poche chaque année de 1940 à 1944. 
En décembre 1944, alors que la guerre touche à sa fin, Lancaster est affecté en Grèce comme attaché de presse à l'ambassade britannique à Athènes. Après le retrait des occupants allemands, les factions adverses mènent le pays au bord de la guerre civile. Craignant une prise de pouvoir communiste, le gouvernement britannique soutient Papandreou, premier ministre de l'ancien gouvernement en exil, aujourd'hui précairement au pouvoir à Athènes, soutenu par les troupes britanniques. Lorsque la police de Papandreou tire sur une manifestation civile au vu et au su de la presse mondiale, le soutien britannique dont il bénéficie fait l'objet de pressions internationales,. L'ambassade britannique, où Lancaster arrive le 12 décembre, est la cible de tirs de divers groupes antigouvernementaux, et il rejoint l'ambassadeur (Reginald Leeper), le ministre britannique résidant en Méditerranée ( Harold Macmillan ) et un personnel pratiquement assiégé. 

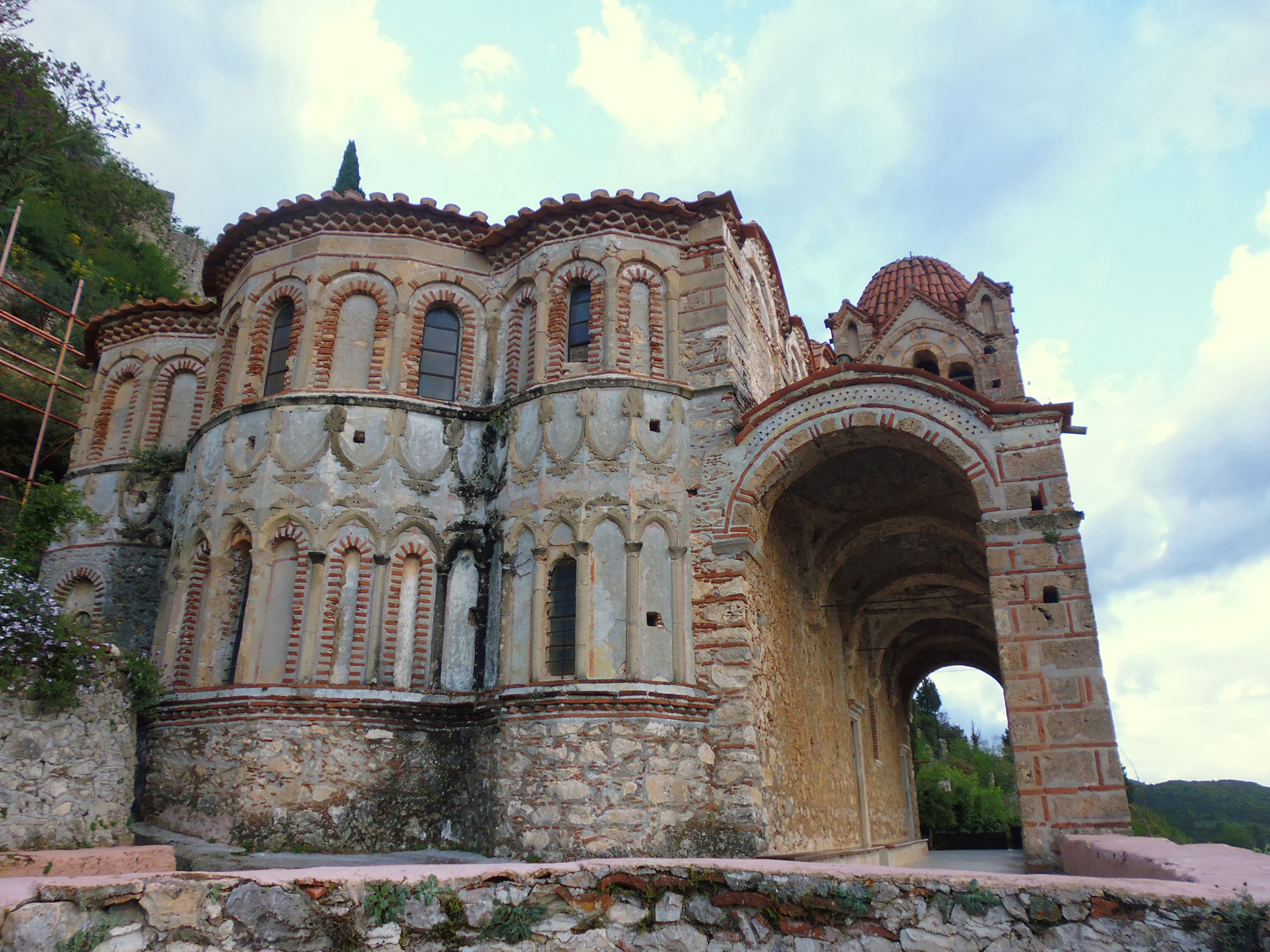
Monastère de Pantanassa, à Mystras sur lequel Lancaster a écrit dans Sailing to Byzantium (1969).

À la suite d'une initiative de Macmillan et de l'intervention personnelle de Churchill, un nouveau gouvernement, acceptable pour toutes les parties, entre en fonction à Athènes et la paix est brièvement rétablie, en janvier 1945,. La tâche de Lancaster consiste alors à rétablir la confiance et les bonnes relations entre la Grande-Bretagne - son gouvernement, son ambassade et son armée - et le corps de la presse internationale. On estime généralement qu'il y est parvenu. Après cela, il saisit l'occasion de voyager dans le pays au-delà d'Athènes pendant les mois précédant le retour de la guerre civile en 1946. Il explore l'Attique, la Béotie et l'Arcadie, et visite également la Thessalie, l'Épire et certaines îles. Il tombe amoureux de la Grèce, qu'il revisite à plusieurs reprises tout au long de sa vie. Au cours de ses excursions de 1945 et 1946, il dessine sans cesse, et les résultats sont publiés avec son texte d'accompagnement sous le titre Classical Landscape with Figures en 1947. Boston le décrit comme « un récit inébranlable mais lyrique des conditions de la Grèce d'après-guerre »; Le Times le qualifie de « beau travail de recherche » ainsi que de « livre d'images exceptionnel ».

### Après-guerre
Au cours des trois années entre son retour de Grèce et la fin de la décennie, Lancaster publie deux autres livres, l'un est une bande dessinée écrite à l'origine pour ses enfants, The Saracen's Head, et l'autre un livre satirique sur l'architecture et la planification, Drayneflete Revealed. En 1947-1948, il est le Sydney Jones Lecturer in Art à l'Université de Liverpool, après avoir été nommé précédemment à des postes tels que Sir Herbert Read, WG Constable, Frank Lambert et HS Goodhart-Rendel. 
Le Festival de Grande-Bretagne de 1951 donne à Lancaster de nouvelles occasions d'élargir son champ artistique. Malgré l'hostilité de son principal employeur, Beaverbrook, à l'égard du festival, Lancaster est un contributeur majeur. Lui et son ami John Piper sont chargés de concevoir la pièce maîtresse des jardins du Festival sur la rive sud de la Tamise. Boston le décrit comme « une succession de 250 yards de pavillons, d'arcades, de tours, de pagodes, de terrasses, de jardins, de lacs et de fontaines, dans des styles qui incluent le Brighton Regency, le gothique et le chinois ». Le site principal du festival, autour du nouveau Royal Festival Hall, est destiné à transmettre l'esprit de l'architecture moderniste; les jardins sont conçus pour évoquer l'atmosphère des jardins d'agrément géorgiens, tels que Vauxhall et Ranelagh.
« It was to be a place of "elegant fun" with a dance hall, amusement park, shopping parade, restaurants, pubs and a wine garden. Osbert was ideally equipped to follow this brief. »
— James Knox sur les Festival Gardens. 
        
« Ce devait être un lieu de "divertissement élégant" avec une salle de danse, un parc d'attractions, un défilé de boutiques, des restaurants, des pubs et un jardin de vin. Osbert était idéalement équipé pour suivre cette mission. »
Les jardins attirent environ huit millions de visiteurs lors du festival de 1951. Le Manchester Guardian les qualifie de « chef-d'œuvre   ... fantaisie sur fantaisie, rouge et or et bleu et vert, labyrinthe d'absurdité légère ». 
L'association de Lancaster avec Piper conduit à un second départ dans sa carrière professionnelle : la scénographie. À l'occasion du Festival de Grande-Bretagne, le Sadler's Wells Ballet monte une nouvelle œuvre, Pineapple Poll de John Cranko, et s'adresse à Piper pour la concevoir. Il ne peut accepter la commande et recommande son collègue. C'est une occasion que Lancaster attendait avec impatience depuis l'âge de onze ans, lorsque sa mère l'emmena voir la production de Diaghilev La Belle au bois dormant.  Il se rappelait « la beauté éblouissante des décors de Bakst et l'intensité de ma propre réponse   . . . Là, j'ai formé une ambition qui n'était pas destinée à se réaliser avant plus de trente ans ». Le ballet exubérant de Cranko connaît un succès immédiat - le succès de la saison, selon l'expression de Knox - et a fait de Lancaster l'un des créateurs de théâtre les plus recherchés du pays. Pendant le reste des années 1950 et 1960, ses costumes et ses décors sont vus dans de nouvelles productions à Covent Garden, Glyndebourne, Old Vic, Aldeburgh et dans le West End. 
Bien qu'il ait fourni des dessins pour quelques livres d'autres auteurs dans les années 1930, ce n'est qu'après la guerre que Lancaster est continuellement sollicité en tant qu'illustrateur. Il illustre ou conçoit des couvertures pour un large éventail de livres, à la fois de fiction et de non-fiction. Ses commandes comprennent des dessins pour des œuvres d'amis tels que Nancy Mitford, Alan Moorehead et Anthony Powell ; pour des best-sellers dont C.   Northcote Parkinson et P.   G.   Wodehouse;  et pour d'autres auteurs modernes dont Ruth McKenney, Violet Powell, Simon Raven (en) et Virginia Graham. Il illustre également de nouvelles éditions d'œuvres classiques d'auteurs allant de Shakespeare à Beerbohm et Saki.

### Dernières années: 1960-1986

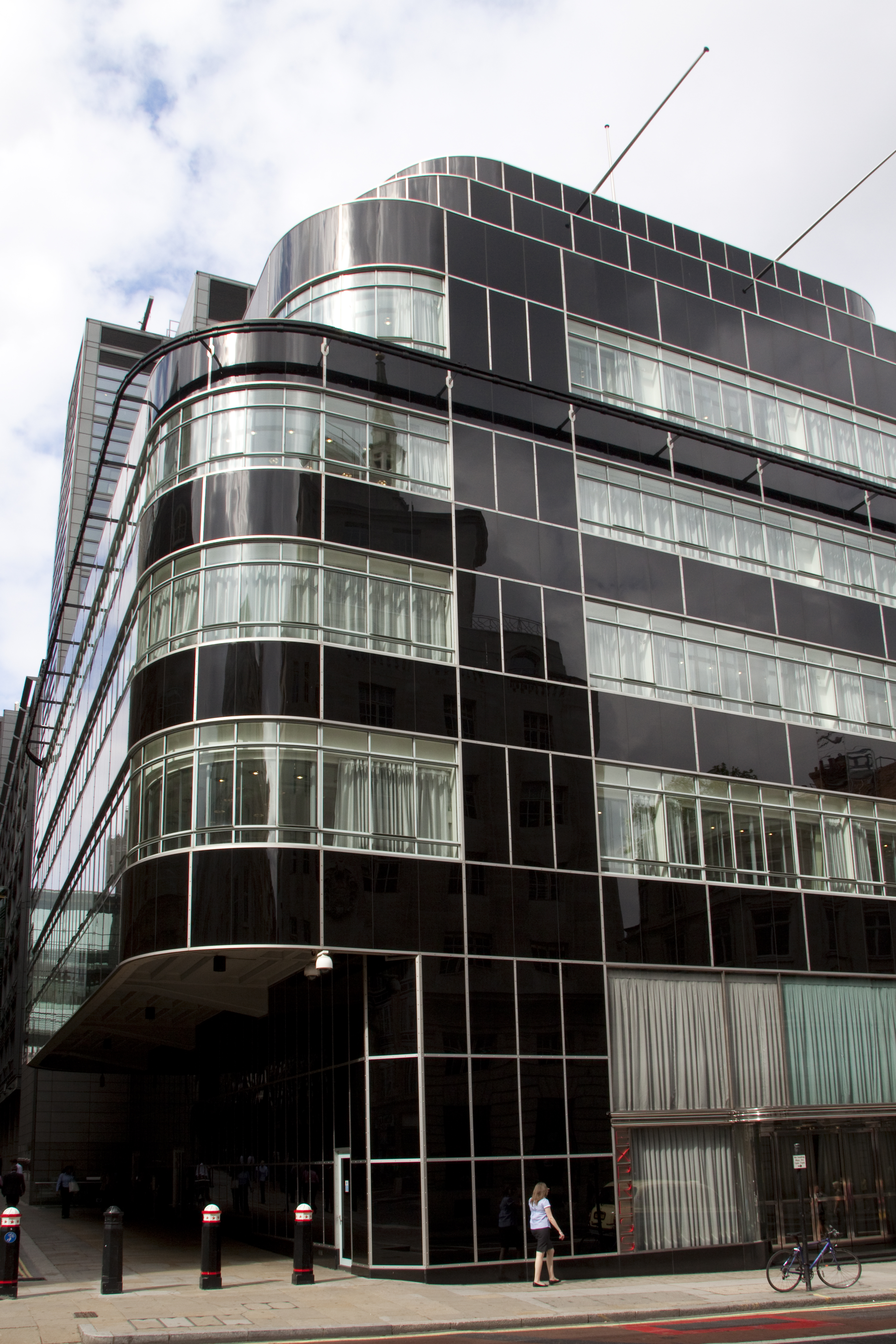
Bâtiment Daily Express dans Fleet Street.

Dans Osbert: A Portrait of Osbert Lancaster, Boston commente qu'après les événements dramatiques d'Athènes, la vie ultérieure de son sujet se déroule sans incident et tournée vers le travail, avec «un manque quelque peu consternant de querelles, d'intrigues, de scandales ou d'éraflures à rapporter». Les Lancaster ont une maison géorgienne à Henley-on-Thames et un appartement à Chelsea, où ils vivent du lundi au vendredi. Il travaille à la maison le matin, sur des illustrations, des décors, des critiques de livres et toutes autres commandes, avant de rejoindre sa femme pour un martini sec à midi et enfin de s'habiller et d'aller dans l'un de ses clubs pour le déjeuner. Après cela, il marche jusqu'à l'immeuble de l' Express de Fleet Street vers quatre heures de l'après-midi. Là, il bavarde avec ses collègues avant de s'asseoir à son bureau en fumant furieusement, produisant le dessin de poche du lendemain. Vers six heures et demie, il aurait présenté le dessin au rédacteur en chef et serait prêt à boire un verre chez El Vino, de l'autre côté de la rue, puis à participer aux événements mondains de la soirée. 
Karen Lancaster meurt en 1964. Ils ont un caractère nettement différent, elle est calme aime le foyer, il est extraverti et grégaire, mais ils sont dévoués l'un à l'autre et il est dévasté par sa mort. Trois ans plus tard, il épouse la journaliste Anne Scott-James ; ils se connaissaient depuis de nombreuses années, même si au début elle ne l'aimait pas beaucoup, le trouvant «théâtral» et «ridicule». Dans les années 1960, ils deviennent de bons amis, et après la mort de Karen, le veuf Lancaster et la divorcée Scott-James passent de plus en plus de temps ensemble. Leur mariage a  lieu au Chelsea Register Office le 2 janvier 1967. Après leur mariage, ils  gardent son appartement à Chelsea et vivent le week-end dans sa maison du village d' Aldworth dans le Berkshire, la maison de Henley ayant été vendue. 

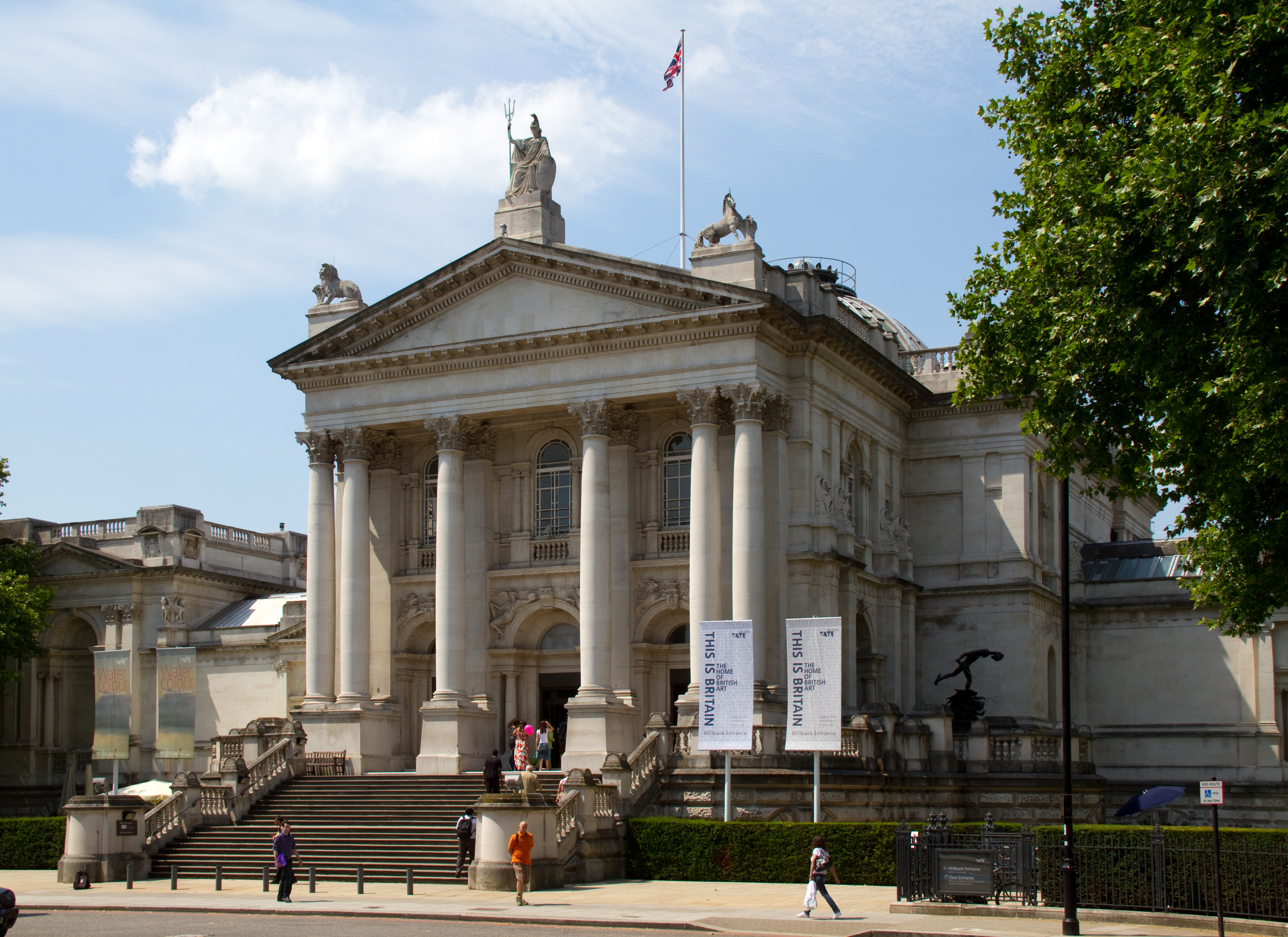
Le portique de la Tate Gallery, sauvé de la démolition après la campagne menée par Lancaster et d'autres personnes.

Bien que généralement commentateur plutôt que militant, Lancaster fait une exception pour la protection du patrimoine architectural britannique, où il devient un leader de l'opinion publique. L'historien Jerry White écrit que la démolition de l'Euston Arch à Londres en 1962 alerte le grand public que « sans vigilance et résistance vigoureuse, Londres risque de perdre ses monuments un par un, dans l'intérêt soit du profit ou d'un bien public mal conçu ». Lancaster insiste sur ce point dès l'avant-guerre. En 1967, il est nommé au comité consultatif des bâtiments historiques du Greater London Council, rejoignant Betjeman, Pevsner et Sir John Summerson,. Ils jouent un rôle majeur dans l'échec des projets du gouvernement travailliste de démolir la façade de la Tate Gallery. En 1973, avec Betjeman et d'autres personnes du même avis, Lancaster fait campagne contre l'imposition par le gouvernement conservateur de droits d'entrée dans des galeries et musées jusqu'alors gratuits ; ces droits entraînent une chute drastique des entrées, et sont rapidement abolis. 
En juin 1975, Lancaster est fait chevalier dans les honneurs de l'anniversaire de la reine. Il collabore avec sa femme à l'ouvrage The Pleasure Garden (1977), une histoire du jardin britannique. Bien que les grands jardins tels que Stowe soient entièrement couverts, son texte et ses dessins ne négligent pas des efforts plus modestes : « Le jardin de banlieue est le jardin le plus important du XXe siècle et il n'y a pas d'autre excuse que l'ignorance pour utiliser le mot suburban dans un sens péjoratif ». L'année suivante, Lancaster est nommé Royal Designer for Industry (RDI) par la Royal Society of Arts, distinction dans laquelle ses prédécesseurs avaient inclus l'artiste et architecte Hugh Casson ; le typographe Eric Gill ; Charles Holden, architecte de London Transport; Barnes Wallis, l'ingénieur de guerre; et un architecte moderniste avec qui Osbert Lancaster avait vigoureusement croisé le fer, Sir Basil Spence. Il n'y a pas d'autre concepteur de théâtre nommé RDI avant Stefanos Lazaridis en 2003. En 1978, Lancaster subit le premier d'une série d'accidents vasculaires cérébraux et sa santé commence à décliner lentement. Il ne dessine plus pour le théâtre, dessine son dernier dessin de poche pour l'Express en mai 1981, et publie son dernier recueil, The Life and Times of Maudie Littlehampton l'année suivante. 
Lancaster meurt le 27 juillet 1986, à l'âge de 77 ans dans son appartement de Chelsea. Il est inhumé avec les générations précédentes de sa famille au cimetière de West Winch. Un service commémoratif a lieu à St Paul (Covent Garden) en octobre 1986.

## Travaux

### Histoire architecturale et commentaires
En 2008, l'historien de l'architecture Gavin Stamp a décrit Pillar to Post de Lancaster (1938) - plus tard révisé et combiné avec la suite Homes Sweet Homes (1939) - comme « l'un des livres les plus influents sur l'architecture jamais publiés - et certainement le plus drôle ». Lancaster estimait que les architectes et les écrivains spécialisés en architecture avaient créé une mystique qui laissait le profane perplexe. Dans les deux livres, il s'est efforcé de démystifier le sujet, avec, dit-il, « une petite masse d'informations laissée par une grande dose de préjugés personnels »,. 
Dès son plus jeune âge, Lancaster était fasciné par l'architecture. Il se souvient de son premier voyage à Venise et de la vue « stupéfiante » de San Giorgio Maggiore depuis la Piazzetta, en tant que jeune homme, il a fait ce qu'il a décrit comme des rampes d'église avec Betjeman. Son souci du patrimoine architectural l'a conduit à écrire et à dessiner ce que Knox décrit comme «une série de polémiques architecturales sous forme de « livres d'images » désarmants». Harold Nicolson a dit du travail de Osbert Lancaster dans ce domaine : « Sous ce sourire soyeux et sardonique se trouve le zèle d'un ardent réformateur... un livre des plus spirituels et divertissants. Mais c'est plus que ça. C'est un résumé lucide d'un sujet très important ». Quatre des livres de Osbert Lancaster sont dans cette catégorie : Progress at Pelvis Bay lorgne les planificateurs insensibles et les développeurs avares; Pillar to Post illustre et analyse les extérieurs des bâtiments de l'Antiquité à nos jours; Homes Sweet Homes fait de même pour les intérieurs. Drayneflete Revealed est dans la même veine que Progress at Pelvis Bay. Dans tous ces projets, Osbert Lancaster utilise une partie de la technique qu'il a prescrite pour la conception des scènes : présenter une version légèrement surélevée de la réalité. Les colonnes torsadées de la section " Baroque " ne sont pas directement tirées de bâtiments baroques réels, mais sont la distillation par l'artiste des nombreux exemples qu'il a vus et esquissés. Par ce moyen, il a voulu sensibiliser le grand public aux bons bâtiments et à «l'état lamentable actuel de l'architecture anglaise». 
Les esquisses et les peintures de Osbert Lancaster en Grèce et dans les environs sont rarement satiriques ; elles témoignent de son amour pour le pays et de son examen minutieux de celui-ci. Lorsque son mépris pour la tyrannie l'a empêché de visiter la Grèce alors qu'elle était sous régime militaire, il s'est plutôt rendu en Égypte, au Soudan, au Liban et en Syrie, toujours avec un grand carnet de croquis, dans lequel il a écrit et dessiné. À partir de ces croquis, il a réalisé Classical Landscape with Figures (1947), Sailing to Byzantium: An Architectural Companion (1969) et, dans une autre veine, Scene Changes (1978), dans lequel il s'est aventuré à écrire de la poésie pour accompagner ses dessins,,. Dilys Powell, une hellénophile bien connue, a écrit qu'Osbert Lancaster était « l'un des rares qui pourraient faire une blague sur les Grecs sans offenser, il était dévoué à la Grèce, il est né pour l'honorer ».

### Dessins
Bien que les journaux de Beaverbrook soient des journaux de droite, Osbert Lancaster n'a jamais été contraint de suivre une ligne de parti. Il était enclin à faire la satire du gouvernement de l'époque, quel que soit le parti, et il estimait que ses collègues ouvertement partisans, tels que David Low et Vicky étaient limités par leurs allégeances politiques. Il a écrit : « Ce n'est pas au caricaturiste de brandir des drapeaux et d'applaudir au passage du cortège ; son rôle est celui du petit garçon qui fait remarquer que l'empereur est complètement nu ». 
À la fin des années 1940, Osbert Lancaster a dessiné une constellation de personnages dans la bouche desquels il mettait ses blagues sociales et politiques. Le personnage vedette était Maudie, comtesse de Littlehampton, qui réussissait à être à la fois rusée et volage. Elle a commencé comme ce que son créateur a appelé « un symbole de classe légèrement pointillé », mais s'est développée en « une voix de commentaire directe qui pourrait être la mienne ». Les opinions politiques de Mme Maudie étaient éclectiques : « sur certains sujets, elle est très à droite de M. Enoch Powell, et sur d'autres bien à gauche de M. Michael Foot ». Ses commentaires sur les modes et les particularités de l'époque ont captivé l'imagination du public; l'historien de l'art Bevis Hillier la qualifie de « figure emblématique à classer avec le colonel Blimp de Low et la grand-mère de Giles ». Plusieurs modèles ont été proposés pour le personnage de Maudie, mais Osbert Lancaster a maintenu qu'elle ne s'appuyait sur aucune personne réelle. 
Parmi les autres personnages habituels, citons le mari Willy, faible mais parfois perspicace, de Maldie ; deux redoutables douairières : Edna, la grand-tante des Littlehamptons, et Mme Frogmarch, une militante conservatrice de la classe moyenne; le chanoine Fontwater, une personnification de l'Église militante ; Mme Rajagojollibarmi, femme politique asiatique; et le père O'Bubblegum, homologue catholique de Fontwater; on les voit dans l'illustration de droite, tirée de la collection de 1975 Liquid Assets.  Le jeune contemporain d'Osbert Lancaster, Mark Boxer, a remarqué la façon dont certains personnages comme le chanoine avaient développé « des caractéristiques carrées pour s'adapter à la forme de cartoon box ». Dans ses caricatures de guerre, Osbert Lancaster caricaturait souvent Mussolini et Hitler ; il a rarement dépeint les hommes politiques de son époque, bien que Knox inclue quelques caricatures de poche des années 1960 dans lesquelles apparaissent le général de Gaulle, Harold Wilson et d'autres. Richard Nixon a figuré dans quelques dessins de poche pendant le scandale du Watergate ; dans l'un d'eux, il est dessiné debout devant des toilettes à chasse d'eau, disant innocemment : « Des cassettes ? Quelles cassettes ? ». 
Le romancier Anthony Powell a commenté qu'Osbert Lancaster, ayant soigneusement inventé et stylisé son propre personnage - « moustache hérissée, costume à carreaux, chemise et cravate aux teintes vives » - a créé des personnages stylisés de manière similaire pour ses dessins humoristiques, atteignant « l'efficacité dramatique traditionnelle d'une distribution très étendue pour une représentation de commedia dell'arte ».

### Scénographie
La carrière d'Osbert Lancaster en tant que concepteur pour le théâtre a commencé et s'est terminée avec Gilbert et Sullivan. Ses premiers costumes et décors furent pour Pineapple Poll de Sadler's Wells Ballet  (1951), le ballet de John Cranko avec une histoire basée sur un poème de Gilbert et une musique de Sullivan. Ses derniers furent pour la reprise par la D'Oyly Carte Opera Company de The Sorcerer (1973). Entre-temps, il a conçu d'autres productions pour le Royal Ballet, ainsi que pour le Glyndebourne Festival Opera, l'Old Vic et le West End. Il regrette un peu que sur les vingt pièces, opéras et ballets qu'il a conçus entre les deux, un seul ait été pour une pièce très sérieuse, Peter Grimes de Benjamin Britten, pour l' Opéra national bulgare de Sofia en 1964. 
Trois des conceptions théâtrales d'Osbert Lancaster sont restées dans les productions du XXIe siècle, toutes du Royal Ballet: Pineapple Poll, La Fille mal gardée et Coppélia. Dans un article sur le deuxième en 2016, Danielle Buckley écrit : « Les créations surréalistes et stylisées d'Osbert Lancaster pour La Fille amplifient la qualité de pantomime de l'histoire et le burlesque exagéré de sa comédie - mais les arrière-plans de champs qui s'étendent au loin, les bottes de foin, les cieux rêveurs et les chalets de village fournissent le contexte pastoral idéalisé dont l'histoire a besoin ». Danielle Buckley ajoute que les conceptions d'Osbert Lancaster ont été critiquées parce qu'elles ne situent le ballet ni dans un temps ni dans un lieu particulier - "à l'exception d'une vue de Londres des années 1960 sur la vie rurale idyllique". 
Selon Osbert Lancaster, les décors et les costumes doivent refléter la réalité, mais « à travers une loupe, en magnifiant et en mettant un peu trop l'accent sur tout ce qu'elle reflète ». Sir Geraint Evans a commenté la façon dont les dessins d'Osbert Lancaster ont aidé l'artiste : « [Sa] conception pour Falstaff était superbe : elle me donnait des indices pour comprendre le personnage, et reflétait ce merveilleux et subtil sens de l'humour qui était présent dans toute son œuvre ».

## Personnalité et opinions
Le personnage démodé d'Osbert Lancaster, ainsi que son choix d'une comtesse comme principale porte-parole de sa bande dessinée, ont conduit certains à supposer que ses opinions politiques se situaient à droite du spectre. Mais malgré ce qu'il a décrit comme de forts sentiments traditionalistes personnels, il était un électeur fluctuant : « J'ai voté conservateur et travailliste à mon époque et je pense qu'une fois, dans un moment d'aberration mentale totale, j'ai voté libéral »,. Il se méfiait des conservateurs pour ce qu'il considérait comme leur biais persistant en faveur des promoteurs immobiliers et contre la conservation. Il laissait rarement transparaître ses propres opinions dans ses caricatures, mais sa haine de l'oppression politique se reflétait dans sa représentation des fascistes, communistes et de l'apartheid, et il refusa d'aller dans sa Grèce bien-aimée alors que la junte militaire était au pouvoir de 1967 à 1974. En matière de religion, il se décrit comme « un homme de l'Église d'Angleterre   ... avec cette gêne induite chez tous les hommes sensés par toute mention de Dieu en dehors de l'église ».

## Héritage, honneurs et réputation

### Expositions
Outre une exposition en tant que premier cycle, Osbert Lancaster a eu quatre expositions à grande échelle de ses œuvres. La première a eu lieu à Norwich en 1955-1956, lorsque Betjeman a ouvert une exposition couvrant la gamme de la production d'Osbert Lancaster, y compris des affiches des années 1930 ainsi que des dessins humoristiques, des décors, des aquarelles et des dessins d'architecture. En 1967, une exposition londonienne se concentre sur ses costumes et ses décors, avec des exemples d'œuvres de pièces de théâtre, de ballets, d'opéra et, exceptionnellement, de films ( Ces Magnificent Men in their Flying Machines, 1965). En 1973, à l'instigation de Roy Strong, la National Portrait Gallery monte The Littlehampton Bequest, pour lequel Osbert Lancaster a peint des portraits des supposés ancêtres et descendants de Willy Littlehampton, dans le style des artistes au fil des siècles, de Holbein à Van Dyck et Lely, puis à Reynolds et Gainsborough et à Sargent et Hockney. Strong a écrit une introduction au livre qu'Osbert Lancaster a publié des portraits collectés,. Pour marquer le centenaire de la naissance d'Osbert Lancaster, The Wallace Collection a organisé une exposition intitulée Cartoons and Coronets: The Genius of Osbert Lancaster d'octobre 2008 à janvier 2009. Elle a été organisée par James Knox, éditeur et auteur d'une biographie et d'un catalogue richement illustrés portant le même titre que l'exposition,.

### Distinctions
Les distinctions d'Osbert Lancaster comprennent son titre de chevalier, son CBE dans les honneurs du couronnement de 1953 et un D.Litt honorifique d' Oxford, ainsi que des diplômes honorifiques de Birmingham (1964), Newcastle upon Tyne (1970) et St Andrews (1974). 

### Réputation
En 2008, année du centenaire d'Osbert Lancaster, Peter York l'a qualifié de « trésor national .. sans doute le dessinateur de presse le plus populaire de Grande-Bretagne, certainement notre historien et illustrateur de l'architecture le plus efficace et le plus populaire et l'un des concepteurs de théâtre, d'opéra et de ballet les plus inspirés du XXe siècle. ». Mais Peter York a ajouté que ces dernières années, Osbert Lancaster avait été largement oublié : « Les gens de moins de 40 ans ne le connaissent pas », car ils connaissaient encore Betjeman grâce à ses nombreux programmes télévisés. The Oxford Companion to English Literature a qualifié Osbert Lancaster d'« écrivain, artiste, dessinateur et concepteur de théâtre, dont les nombreuses œuvres illustrées se moquent gentiment du mode de vie anglais: il était particulièrement doué pour l'architecture et les maniérismes de la maison de campagne et de la classe supérieure, mais aussi avait un œil aiguisé pour la banlieue. ». La nécrologie du Times le décrivait comme « le plus poli et le plus discret des caricaturistes, il n'a jamais été un croisé, restant toujours un critique spirituel et civilisé avec une profonde compréhension des caprices de la nature humaine. ». Sir Roy Strong a écrit que les dessins d'Osbert Lancaster étaient ceux « d'un gentleman de la vieille école . . . Il n'est jamais passé à la brillante sauvagerie de Gerald Scarfe ou de Spitting Image. Les traits de caractère de ses dessins de poche étaient lâches ». 
Bien qu'il ait été très apprécié à l'époque - Anthony Powell a dit, « Osbert faisait vivre les gens grâce à son esprit et à sa bonne humeur », - Lancaster était conscient que le travail d'un caricaturiste politique est éphémère, et il ne s'attendait pas à la longévité de ses dessins d'actualité. Son héritage en tant que dessinateur de poche a été le genre lui-même; ses successeurs dans la presse nationale ont inclus Mel Calman, Michael Heath, Marc, Matt et Trog,,. Malgré leur caractère d'actualité, les dessins d'Osbert Lancaster continuent d'intéresser l'historien ; Lucie-Smith cite un hommage contemporain de Moran Caplat : « Aucune histoire sociale de ce [XXe] siècle ne sera complète sans lui. Il a rejoint la poignée d'artistes qui, au cours des trois derniers siècles, ont chacun en leur temps été le miroir de notre nation ».
Le Times a déclaré à propos des décors de scène d'Osbert Lancaster : « Lorsque l'histoire de Glyndebourne sera écrite, le nom d'Osbert Lancaster, qui a le grand don de concevoir des décors qui revigorent chaque opéra, figurera en bonne place sur le tableau d'honneur ». Mais bien que les décors de théâtre soient moins éphémères que les dessins d'actualité, ils ont en général une durée de vie pratique qui se mesure en années ou tout au plus en quelques décennies,. La préservation des costumes et des décors d'Osbert Lancaster pour Pineapple Poll et La Fille mal gardée dans le XXIe siècle est exceptionnelle, et la plupart de ses productions les plus appréciées pour le répertoire ont été suivies par de nouvelles créations d'artistes de Hockney à Ultz,,. 
Le style de prose d'Osbert Lancaster divisa l'opinion. Betjeman l'a taquiné en disant que c'était «délicieusement alambiqué» ; Boston et Knox partagent tous deux ce point de vue. Mais le bras droit de Beaverbrook, George Malcolm Thompson, a déclaré à propos d'Osbert Lancaster : «Le plus ennuyeux à l'Express c'est qu'il n'était pas seulement le seul à savoir dessiner; il savait aussi écrire mieux que quiconque dans le bâtiment. 
Les œuvres les plus durables d'Osbert Lancaster ont été ses livres d'architecture. Pillar to Post et ses successeurs ont été réédités dans diverses éditions et, en 2018, ils sont imprimés sous la forme d'un coffret intitulé Cartoons, Columns and Curlicues, contenant Pillar to Post, Homes Sweet Homes et Drayneflete Revealed. En commentant la nouvelle édition dans le Irish Times, Niall McGarrigle écrit : « Les livres sont de leur temps, bien sûr, mais leur héritage fait partie de la forte culture patrimoniale pour laquelle nous nous battons à juste titre aujourd'hui ». Alan Powers a écrit dans le Financial Times : « Au moins les vieux bâtiments sont maintenant mieux conservés,et les façades des maisons autour de la maison natale de Lancaster à Notting Hill sont ornées de ses roses et mauves préférés ... Nous comprenons maintenant que les rues et les maisons compactes du passé offrent la meilleure occasion de rencontres sociales et d'économies d'énergie, et que même les mauvais bâtiments peuvent nous faire sourire. Pour ces deux révélations, nous devons beaucoup à Osbert Lancaster. ».

## Ouvrages de Lancaster

### Autobiographie
| - All Done from Memory, Londres, John Murray, 1953 (OCLC 41961553) - With an Eye to the Future, Londres, John Murray, 1967 (OCLC 470420503, lire en ligne). |

### Architecture
| - Progress at Pelvis Bay, Londres, John Murray, 1936 (OCLC 806343579, lire en ligne) - Pillar to Post, Londres, John Murray, 1938 (OCLC 59703720, lire en ligne) - Homes Sweet Homes, Londres, John Murray, 1939 (OCLC 762059431) - Classical Landscape with Figures, Londres, John Murray, 1947 (OCLC 504056488, lire en ligne) - Façades and Faces, Londres, John Murray, 1951 (OCLC 630417353) - Drayneflete Revealed, Londres, John Murray, 1951 (OCLC 931341391) Published in the US 1950 by Houghton and Mifflin, under the title There'll Always be a Drayneflete. | - Here of All Places : The Pocket Lamp of Architecture, Londres, John Murray, 1959 (OCLC 932898972, lire en ligne) Revised and expanded omnibus version of Pillar to Post and Homes Sweet Homes. Reissued 1975 as A Cartoon History of Architecture. - Sailing to Byzantium : An Architectural Companion, Londres, John Murray, 1969 (OCLC 310661367). - Cartoons, Columns and Curlicues, Londres, Pimpernel Press, 2015, 304 p. (ISBN 978-1-910258-37-8) Boxed set containing reprints of Pillar to Post, Homes Sweet Homes and Drayneflete Revealed. |

### Collections de bandes dessinées humoristiques
| - Pocket Cartoons, Londres, John Murray, 1940 (OCLC 314954570) - New Pocket Cartoons, Londres, John Murray, 1941 (OCLC 561763522) - Further Pocket Cartoons, Londres, John Murray, 1942 (OCLC 561763431) - More Pocket Cartoons, Londres, John Murray, 1943 (OCLC 500269028) - Assorted Sizes, Londres, John Murray, 1944 (OCLC 800790792) - More and More Productions, Londres, Gryphon, 1948 (OCLC 637116774) - A Pocketful of Cartoons, Londres, Gryphon, 1949 (OCLC 561763610) - Lady Littlehampton and Friends, Londres, Gryphon, 1952 (OCLC 613038890) - Studies from the Life, Londres, Gryphon, 1954 (OCLC 837847601) - Tableaux Vivants, Londres, Gryphon, 1955 (OCLC 940635955) - Private Views, Londres, Gryphon, 1956 (OCLC 2526266) - The Year of the Comet, Londres, Gryphon, 1957 (OCLC 654132764) - Etudes, Londres, John Murray, 1958 (OCLC 836387097) | - Signs of the Times, Londres, John Murray, 1961 (OCLC 561763654) - Mixed Notices, Londres, John Murray, 1963 (OCLC 1017385147) - Graffiti, Londres, John Murray, 1964 (OCLC 2526270) - A Few Quick Tricks, Londres, John Murray, 1965 (OCLC 561763416) - Fasten Your Safety Belts, Londres, John Murray, 1966 (OCLC 836406884) - Temporary Diversions, Londres, John Murray, 1968 (OCLC 804812804) - Recorded Live, Londres, John Murray, 1970 (OCLC 1711645) - Meaningful Confrontations, Londres, John Murray, 1971 (OCLC 2526264) - Theatre in the Flat, Londres, John Murray, 1972 (ISBN 978-0-7195-2817-0) - Liquid Assets, Londres, John Murray, 1975 (ISBN 978-0-7195-3238-2) - The Social Contract, Londres, John Murray, 1977 (ISBN 978-0-7195-3439-3) - Ominous Cracks, Londres, John Murray, 1979 (ISBN 978-0-7195-3683-0) - The Life and Times of Maudie Littlehampton, 1939-80, Londres, Penguin, 1982 (OCLC 911979922). |

### Autres
| - Our Sovereigns : From Alfred to Edward VIII, 871-1936, Londres, John Murray, 1936 (OCLC 7954562), une série de courtes biographies de tous les rois d'Angleterre pour un volume de reproductions de portraits historiques. - The Saracen's Head, or The Reluctant Crusader, Londres, John Murray, 1948 (OCLC 752970409) - The Littlehampton Bequest, Londres, John Murray, 1973 (ISBN 978-0-7195-2932-0, lire en ligne) - The Penguin Osbert Lancaster, Harmondsworth, Penguin, 1964 (OCLC 600869) | - The Pleasure Garden : An Illustrated History of British Gardening, Londres, John Murray, 1977, 128 p. (ISBN 978-0-7195-3438-6) (co-written with Anne Scott-James). - Scene Changes, Londres, John Murray, 1978 (ISBN 978-0-87645-100-7, lire en ligne). - The Littlehampton Saga, Londres, Methuen, 1984, 252 p. (ISBN 978-0-413-54990-7) Omnibus edition of The Saracen's Head, Drayneflete Revealed and The Littlehampton Bequest. Reissued by Pimlico Press, 1992, (ISBN 978-0-7126-5248-3). |

## Scénographies de Lancaster
| - Pineapple Poll, Sadler's Wells, 1951 - Bonne bouche, Covent Garden, 1952 - Love in a Village, English Opera Group, 1952 - High Spirits, Hippodrome, 1953 - The Rake's Progress, Edinburgh (for Glyndebourne), 1953 - All's Well That Ends Well, Old Vic, 1953 - Don Pasquale, Sadler's Wells, 1954 - Coppélia, Covent Garden, 1954 - Napoli, Festival Ballet, 1954 - Falstaff, Edinburgh (for Glyndebourne), 1955 - Hotel Paradiso, Winter Garden, 1956 | - Zuleika, Saville, 1957 - L'Italienne à Alger, Glyndebourne, 1957 - Tiresias, English Opera Group, 1958 - Candide, Saville, 1959 - La Fille mal gardée, Covent Garden, 1960 - She Stoops to Conquer, Old Vic, 1960 - La pietra del paragone, Glyndebourne, 1964 - Peter Grimes, Bulgarian National Opera, Sofia, 1964 - L'Heure espagnole, Glyndebourne, 1966 - The Rising of the Moon, Glyndebourne, 1970 - The Sorcerer, D'Oyly Carte, 1971 |

Source : Who's Who.